# Плате, Дженнифер
Дженнифер Плате (нем. Jennifer Plate; род. 17 августа 1986 года, Зост, Германия) — немецкая конькобежка. Многократная призёр чемпионата Германии по конькобежному спорту в спринте.

## Биография
Дженнифер Плате начала заниматься конькобежным спортом в Берлине, в возрасте 8 лет на базе клуба «Eisbären Junioren Berlin».
В 2000 году она заняла 1-е место в многоборье на чемпионате Германии среди юниоров 12/13 лет, а через 2 года в 2002 году выиграла все три дистанции (300, 500 и 1000 м) на Международном кубке SCB по спринту среди юниоров и стала 3-й в спринтерском многоборье. Она 2002 перешла в команду «Berliner Turn und Sportclub (TSC)». Следующую медаль национального первенства завоевала в 2004 году, выиграв «золото» в многоборье среди юниоров 16/17 лет. Также заняла 2-е место на дистанциях 500 и 1000 м на юниорском чемпионате Германии на отдельных дистанциях.
Дженнифер с 2005 года стала участвовать на взрослых чемпионатах страны, а в 2006 году стала 2-й на чемпионате Германии в спринте и первой на дистанциях 100 и 500 м. В том же году дебютировала на юниорском чемпионате мира и заняла 20-е место в многоборье. В 2008 году впервые участвовала в Кубке мира. В 2011 году заняла 2-е место в многоборье на чемпионате Германии на взрослом уровне, что позволило ей попасть в национальную сборную. В январе 2013 года Плате заняла 2-е место в Национальном отборе на чемпионат мира 2013 года.
В феврале 2013 года заняла 20-е место на чемпионате мира в Солт-Лейк-Сити и 17-е место на дистанции 500 м на чемпионате мира на отдельных дистанциях в Сочи. В январе 2014 Дженнифер заняла 18-е место в спринте на чемпионате мира в Нагано, а также заняла 2-е место в многоборье на Национальном чемпионате и на дистанции 500 м.
В ноябре 2014 года на чемпионате Германии на отдельных дистанциях заняла 3-е место в забеге на 500 м и в спринтерском многоборье на чемпионате Германии 2015 года заняла 4-е место. в том же 2015 году Дженнифер Плате завершила карьеру спортсменки.